# Ягеллонія (Білосток)
«Ягелло́нія Біло́сток» (пол. Jagiellonia Białystok) — професійний польський футбольний клуб з міста Білосток.

## Історія

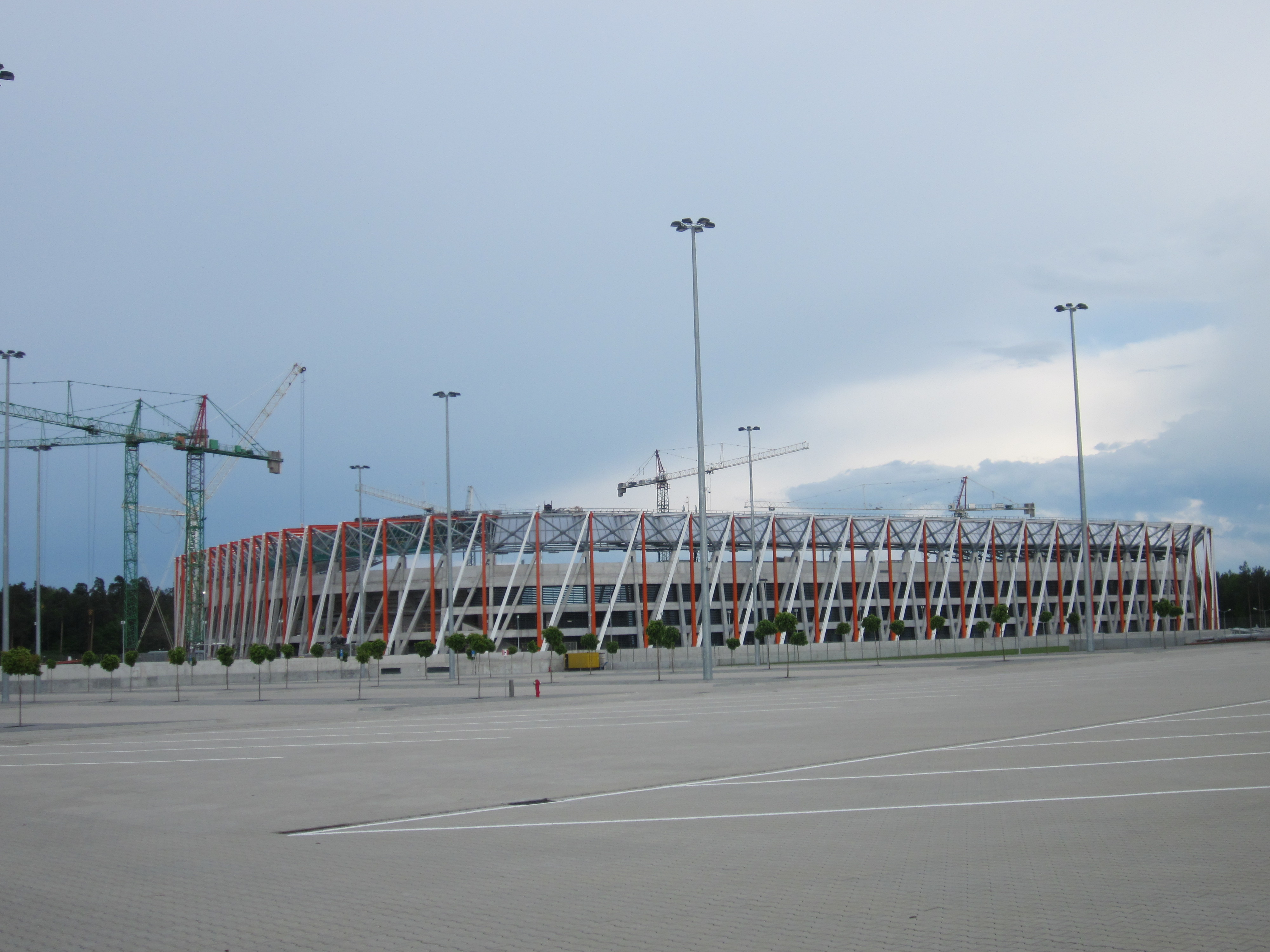
Муніципальний стадіон (Білосток)

У травні 1920 році військовими 42 Полку Піхоти був організований клуб, який отримав назву «„ВКС 42 Полк Піхоти“ Білосток». 27 січня 1932 року у результаті об'єднання з клубом «КС Союз Сільської Молоді» змінив назву на «БКС Ягеллонія» (Ягелло — династія польських королів). У 1936 році «Ягеллонія» стала військовим клубом і тому називалася «ВКС Ягеллонія». У 1937 році клуб припинив існування.
Після Другої світової війни 27 жовтня 1945 року клуб відновив діяльність під назвою «Ягеллонія Білосток», а через рік змінив назву на «Мотор Білосток». У 1948 рішенням польської влади багато клубів розформовано і організовано галузеві клуби на зразок радянських команд. «Мотор» була приписаний до будівельної промисловості і перейменований на «КС Віці Білосток», а потім на «Звьонзковєц Білосток» і «КС Будовляні Білосток». У 1955 році повернено історичну назву «МКС Будовляні Ягеллонія Білосток».
У 1987 команда дебютувала у І лізі чемпіонату Польщі, а у 1989 дійшла до фіналу Кубку Польщі, де поступилася «Легії». У наступному році понизилася у класі. У сезоні 1992/93 на рік повернулася до І ліги, а потім виступала у нижчих лігах. У 1999 році клуб об'єднався з клубом «КП Версаль-Подляскі Васількув» і змінив назву на «Ягеллонія Версаль-Подляскі Білосток», а у 2003 на «Ягеллонія Білосток ССА». У 2007 році команда знову здобула путівку до Екстракласи.
За підсумками виступів команди у Лізі конференцій сезону 2024—2025 років, гравець «Ягеллонії» Афіміку Пулулу став найкращим бомбардиром турніру з 8-ма голами.

### Назви
Колишні назви:
- 05.1920: ВКС 42 Полк Піхоти Білосток (пол. WKS 42 Pułk Piechoty Białystok)
- 27.01.1932: БКС Ягеллонія (пол. BKS [Białostocki Klub Sportowy] Jagiellonia)
- 1936: ВКС Ягеллонія (пол. WKS [Wojskowy Klub Sportowy] Jagiellonia)
- 1937—1945: не виступав
- 12.10.1945: Ягеллонія Білосток (пол. Jagiellonia Białystok)
- 20.06.1946: Мотор Білосток (пол. P.K.S. Motor Białystok)
- 1948: КС Віці Білосток (пол. KS [Klub Sportowy] Wici Białystok)
- 1949: Звьонзковєц Білосток (пол. Związkowiec Białystok)
- 1951: КС Будовляні Білосток (пол. KS Budowlani Białystok)
- 1955: МКС Будовляні Ягеллонія Білосток (пол. MKS [Miejski Klub Sportowy] Budowlani Jagiellonia Białystok)
- 1973: МКСБ Ягеллонія Білосток (пол. MKSB Jagiellonia Białystok)
- 1999: Ягеллонія Версаль-Подляскі Білосток (пол. Jagiellonia Wersal-Podlaski Białystok)
- 04.02.2003: Ягеллонія Білосток ССА (пол. Jagiellonia Białystok SSA [Sportowa Spółka Akcyjna])

## Склад команди
Станом на 29 листопада 2024
| №  | Поз. | Нац.       | Гравець                  |
| -- | ---- | ---------- | ------------------------ |
| 1  | ВР   | Польща     | Макс Стриєк              |
| 3  | ЗХ   | Словенія   | Душан Стоїнович          |
| 4  | ЗХ   | Косово     | Єтмір Халіті             |
| 5  | ЗХ   | Польща     | Цезари Полак             |
| 6  | ПЗ   | Польща     | Тарас Романчук (капітан) |
| 8  | ПЗ   | Португалія | Нене                     |
| 9  | НП   | Франція    | Ламін Діабі-Фадіга       |
| 10 | НП   | Ангола     | Афіміку Пулулу           |
| 11 | ПЗ   | Іспанія    | Хесус Імас               |
| 14 | ПЗ   | Польща     | Ярослав Кубіцький        |
| 16 | ПЗ   | Чехія      | Міхал Сачек              |
| 17 | ЗХ   | Іспанія    | Адріан Дьєгес            |
| 20 | ПЗ   | Іспанія    | Мікі Вільяр              |

| №  | Поз. | Нац.               | Гравець                   |
| -- | ---- | ------------------ | ------------------------- |
| 21 | НП   | Північна Македонія | Дарко Чурлінов            |
| 22 | ПЗ   | Словаччина         | Петар Ковачик             |
| 29 | ПЗ   | Польща             | Марцін Лістковський       |
| 33 | ВР   | Польща             | Бартломей Жинель          |
| 38 | ПЗ   | Польща             | Даміан Войдаковський      |
| 39 | ПЗ   | Франція            | Орельєн Нгіамба           |
| 44 | ЗХ   | Португалія         | Жоао Моутіньо             |
| 50 | ВР   | Польща             | Славомир Абрамович        |
| 51 | НП   | Польща             | Алан Рибак                |
| 66 | ВР   | Польща             | Мілош Пєкутовський        |
| 72 | ЗХ   | Польща             | Матеуш Скжипчак           |
| 82 | ЗХ   | Португалія         | Томас Сілва               |
| 99 | ПЗ   | Норвегія           | Крістоффер Норманн Гансен |

## Титули та досягнення
Чемпіонат Польщі:
- Чемпіон Польщі:
  - Переможець (1): 2023/24

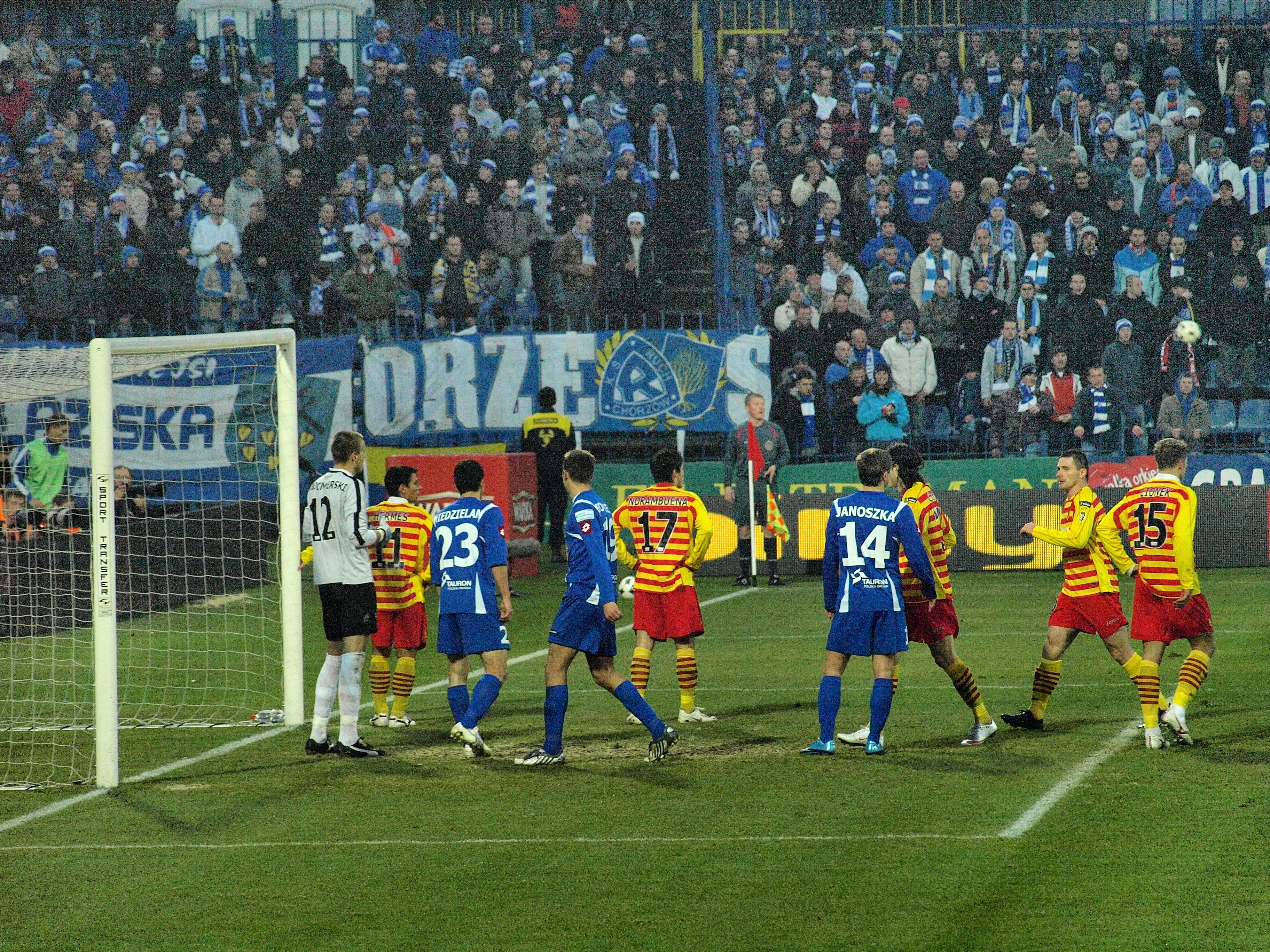
Рух — Ягеллонія Білосток 9 листопада 2009 року.

  - срібний призер (2): 2016/17, 2017/18
  - бронзовий призер (2): 2014/15, 2024/25
- Кубок Польщі:
  - Переможець (1): 2009/10
  - фіналіст (2): 1988/89, 2018/19
- Суперкубок Польщі з футболу:
  - Переможець (2): 2010, 2024

## Стадіон

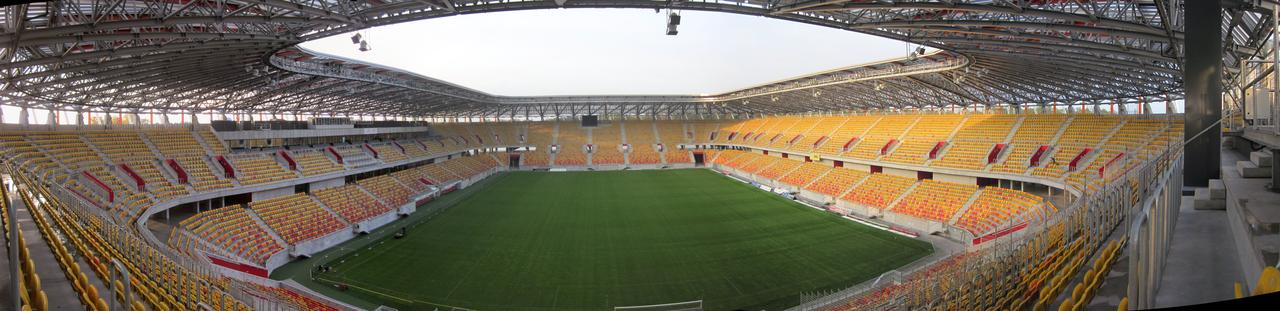
«Міський»

## Участь в єврокубках
| Сезон   | Змагання         | Раунд | Суперник       | Вдома | На виїзді | Разом |
| ------- | ---------------- | ----- | -------------- | ----- | --------- | ----- |
| 2010–11 | Ліга Європи      | 3КР   | Аріс Салоніки  | 1–2   | 2–2       | 3–4   |
| 2011–12 | Ліга Європи      | 1КР   | Іртиш Павлодар | 1–0   | 0–2       | 1–2   |
| 2015–16 | Ліга Європи      | 1КР   | Круоя          | 8–0   | 1–0       | 9–0   |
| 2015–16 | Ліга Європи      | 2КР   | Омонія         | 0–0   | 0–1       | 0–1   |
| 2017–18 | Ліга Європи      | 1КР   | Динамо Батумі  | 4–0   | 1–0       | 5–0   |
| 2017–18 | Ліга Європи      | 2КР   | Габала         | 0–2   | 1–1       | 1–3   |
| 2018–19 | Ліга Європи      | 2КР   | Ріу Аве        | 1–0   | 4–4       | 5–4   |
| 2018–19 | Ліга Європи      | 3КР   | Гент           | 0–1   | 1–3       | 1–4   |
| 2024–25 | Ліга чемпіонів   | 2КР   | «Паневежис»    | 3−1   | 4–0       | 7–1   |
| 2024–25 | Ліга чемпіонів   | 3КР   | Буде-Глімт     | 0–1   | 1–4       | 1–5   |
| 2024–25 | Ліга Європи      | ПР    | Аякс           | 1–4   | 0–3       | 1–7   |
| 2024–25 | Ліга конференцій | ЕЛ    | Копенгаген     | Н/Д   | 2–1       | 9-е   |
| 2024–25 | Ліга конференцій | ЕЛ    | Петрокуб       | 2–0   | Н/Д       | 9-е   |
| 2024–25 | Ліга конференцій | ЕЛ    | Молде          | 3–0   | Н/Д       | 9-е   |
| 2024–25 | Ліга конференцій | ЕЛ    | Целє           | Н/Д   | 3–3       | 9-е   |
| 2024–25 | Ліга конференцій | ЕЛ    | Млада Болеслав | Н/Д   | 0–1       | 9-е   |
| 2024–25 | Ліга конференцій | ЕЛ    | Олімпія        | 0–0   | Н/Д       | 9-е   |
| 2024–25 | Ліга конференцій | СМ    | ТСЦ            | 3–1   | 3–1       | 6–2   |
| 2024–25 | Ліга конференцій | 1/8   | Серкль         | 3–0   | 0–2       | 3–2   |
| 2024–25 | Ліга конференцій | 1/4   | Реал Бетіс     | 1–1   | 0–2       | 1–3   |

## Відомі гравці

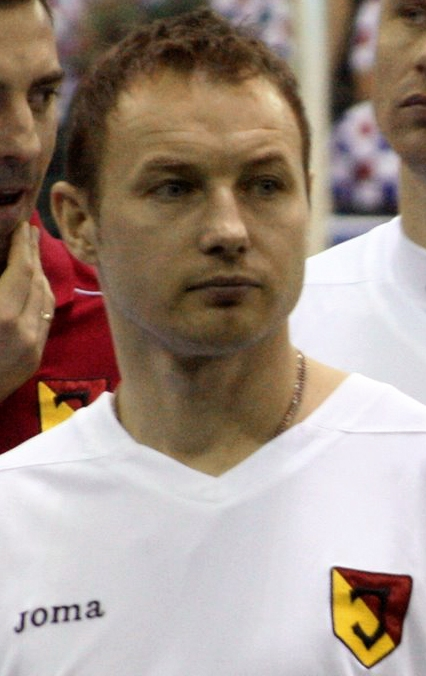
Томаш Франковський

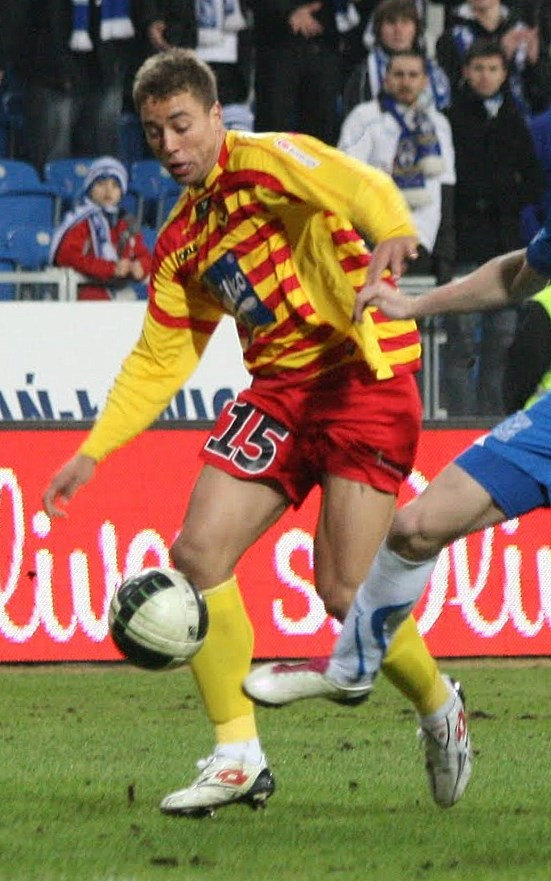
Тьяго Ціонек

- Роберт Азурманян
- Марцін Буркхардт
- Тьяго Ціонек
- Томаш Франковський
- Каміль Гросицький
- Ярослав Лято
- Ігор Левчук
- Радослав Калюжний
- Младен Кашчелан
- Гіоргі Попхадзе
- Міхал Паздан
- Мацей Макушевський

- Гжегож Сандомерський
- Еузебіуш Смолярек
- Радослав Соболєвський
- Віктор Сокол
- Якуб Тосік
- Лукаш Тимінський
- Томаш Валдох

Детальніше див. Категорія:Футболісти «Ягеллонії»